# لنگرماهی خاربه‌سر
لنگرماهی خاربه‌سر (نام علمی: Dasycottus setiger) نام یک گونه از تیره ماهیان کله‌گنده است.